# Unité urbaine de Rodez
L'unité urbaine de Rodez est une unité urbaine française centrée sur la ville de Rodez, préfecture du département de l'Aveyron au cœur de la première agglomération urbaine du département.

## Données globales
En 2010, selon l'Insee, l'unité urbaine de Rodez est composée de six communes, toutes situées dans l'arrondissement de Rodez, subdivision administrative du département de l'Aveyron.
En 2020, à la suite d'un nouveau zonage, elle est composée de cinq communes. La commune de Sébazac-Concourès ne fait plus partie de l'unité urbaine de Rodez mais constitue désormais une unité urbaine à part, l'unité urbaine de Sébazac-Concourès, constituée d'une seule commune.
En 2022, avec 48 084 habitants, elle représente la 1re unité urbaine du département de l'Aveyron et occupe le 15e rang dans la région Occitanie.
En 2021, sa densité de population s'élève à 490 hab/km2. Par sa superficie, elle ne représente que 1,12 % du territoire départemental mais, par sa population, elle regroupe 17,13 % de la population du département de l'Aveyron.

## Composition
L'unité urbaine de Rodez est constituée des cinq communes suivantes :
| Nom                  | Code Insee | Département | Statut       | Superficie (km2) | Population (dernière pop. légale) | Densité (hab./km2) | Modifier                                    |
| -------------------- | ---------- | ----------- | ------------ | ---------------- | --------------------------------- | ------------------ | ------------------------------------------- |
| Rodez (ville-centre) | 12202      | Aveyron     | ville-centre | 11,18            | 24 136 (2022)                     | 2 159              | modifier les données · modifier les données |
| Luc-la-Primaube      | 12133      | Aveyron     | banlieue     | 26,85            | 6 054 (2022)                      | 225                | modifier les données · modifier les données |
| Le Monastère         | 12146      | Aveyron     | banlieue     | 6,73             | 2 301 (2022)                      | 342                | modifier les données · modifier les données |
| Olemps               | 12174      | Aveyron     | banlieue     | 12,79            | 3 531 (2022)                      | 276                | modifier les données · modifier les données |
| Onet-le-Château      | 12176      | Aveyron     | banlieue     | 40,20            | 12 062 (2022)                     | 300                | modifier les données · modifier les données |

## Évolution démographique
L'évolution démographique ci-dessous concerne l'unité urbaine selon le périmètre défini en 2020.
| 1968   | 1975   | 1982   | 1990   | 1999   | 2010   | 2015   | 2021   | 2022   |
| ------ | ------ | ------ | ------ | ------ | ------ | ------ | ------ | ------ |
| 33 071 | 38 317 | 41 627 | 43 053 | 43 175 | 46 001 | 47 355 | 47 891 | 48 084 |

#### Données générales
- Unité urbaine en France
- Aire d'attraction d'une ville
- Liste des unités urbaines de France

#### Données démographiques en rapport avec l'unité urbaine de Rodez
- Aire d'attraction de Rodez
- Arrondissement de Rodez

#### Données démographiques en rapport avec l'Aveyron
- Démographie de l'Aveyron